# Al-Mutawakkil
Al-Mutawakkil ʻAlā Allāh Jaʻfar ibn al-Muʻtasim, född 822, död 861, var en abbasidisk kalif, regent 847-861.
Al-Mutawakkil var son till Al-Mu'tasim och efterträdde bror Al-Wathik som kalif. Han återvände till ortodoxin inom islam och förföljde icke-muslimer. Al-Mutawakkil störtades av sin äldste son Al-Muntasir med hjälp av en turkisk livvakt. Mordet skedde några dagar efter att kalifen hade beordrat att ett heligt zoroastriskt träd, Cypressen i Kashmar, skulle huggas ned.